# واين أنتوني روس
واين أنتوني روس (بالإنجليزية: Wayne Ross)‏ هو محامي وسياسي أمريكي، ولد في 25 فبراير 1943. حزبياً، نشط في الحزب الجمهوري.